# Бергюзар Корель
Бергюзар Гьокче Корель Ергенч (тур. Bergüzar Gökçe Korel Ergenç; нар. 27 серпня 1982 року, Стамбул, Туреччина) — турецька акторка кіно і телебачення.

## Біографія
Дочка акторів Хюльї Дарджан і Танжу Кореля. Дитинство провела в Улусі. До вступу в університет імені турецького архітектора Сінана  професійно займалася волейболом. Бергюзар Корель закінчила театральне відділення по класу акторської майстерності. Її вчителями були Сьюзан Бастон (вчителька Ніколь Кідман і Тома Генкса), також вона брала майстер-клас у Озая Феджхта.
Свою першу роль Бергюзар зіграла в серіалі «Зламане життя». У 2005 році вона знялася в ролі Лейли у фільмі «Долина Вовків: Ірак». Фільм побив всі рекорди кінопрокату, хоча зніматися в ньому акторці було складно, бо її героїня у фільмі повинна говорити арабською. Попри незнання арабської мови, Бергюзар Корель впоралася з завданням і завоювала популярність. Після ролі у фільмі «Долина Вовків: Ірак» Бергюзар отримала роль Іклім в серіалі «Оливкова гілка».
Премію «Золотий метелик» вона отримала за роль Шехразат Евліяоглу в фільмі «Тисяча і одна ніч».

## Особисте життя
У 2006 році Бергюзар познайомилася з актором Халітом Ергенчем, разом з яким грала в серіалі «1001 ніч». В результаті роману Халіт Ергенч розлучився з дружиною і 7 серпня 2009 року одружився з Бергюзар. Після весілля акторка взяла подвійне прізвище — Корель Ергенч.
9 лютого 2010 акторка народила сина Алі.

## Фільмографія
| Рік       | Назва                   | Роль                       | Примітка     |
| --------- | ----------------------- | -------------------------- | ------------ |
| 2005      | Оливкова гілка          | Іклім                      |              |
| 2006      | Долина вовків: Ірак     | Лейла                      |              |
| 2006-2009 | 1001 ніч                | Шехразат Евліяоглу / Аксал | Головна роль |
| 2009      | Любов не за горами      | Гьозде                     |              |
| 2011      | Величне століття        | Моніка Грітті              |              |
| 2010-2011 | Недоспівана пісня       | Ферае                      | Головна роль |
| 2012-2015 | Карадайи                | Феріде Шадоглу             | Головна роль |
| 2016-2018 | Моя батьківщина — це ти | Азізе                      | Головна роль |
| 2019      | Одна любов, два життя   | Деніз                      | Головна роль |
| 2021      | Дилема Азіза            | Фюсон                      |              |

## Нагороди
| Рік  | Церемонія                            | Нагорода                              |
| ---- | ------------------------------------ | ------------------------------------- |
| 2006 | Золотий метелик                      | Найкраща акторка                      |
| 2007 | Асоціація радіо, телебачення і преси | нагорода телебачення                  |
| 2008 | "Zodiac Schools"                     | Найуспішніша акторка                  |
| 2010 | "Lion Max"                           | Найкраща дитяча телепередача          |
| 2012 | Асоціація радіо, телебачення і преси | Акторка року                          |
| 2012 | Газета "Ayaklı Gazete"               | Найкраща драматична акторка           |
| 2012 | "YBTB"                               | Акторка року                          |
| 2013 | Золотий метелик                      | Найкраща акторка                      |
| 2013 | Газета "Ayaklı Gazete"               | Найкраща акторка                      |
| 2013 | Oscars of Media                      | Найкраща акторка                      |
| 2013 | Золотий лев                          | Найкраща акторка драматичного серіалу |
| 2014 | Золотий об'єктив                     | Найкраща акторка                      |